# 9-羟基菲
9-羟基菲，也叫9-菲酚（9-Phenanthrol），是一种芳香醇，来源于菲，一种三环化合物。它是一种TRPM4通道抑制剂。它可以阻止胰腺在受到葡萄糖刺激时分泌胰岛素。